# Rampan
Rampan ist eine französische Gemeinde mit 227 Einwohnern (Stand: 1. Januar 2022) im Département Manche in der Region Normandie. Administrativ ist sie dem Arrondissement Saint-Lô zugeteilt. Die Einwohner werden Rampanais genannt.

## Geografie
Rampan liegt etwa vier Kilometer nordwestlich von Saint-Lô. Umgeben wird Rampan von den Nachbargemeinden Pont-Hébert im Norden und Westen, La Meauffe im Nordosten, Saint-Georges-Montcocq im Süden und Osten, Agneaux im Süden sowie Thèreval im Südwesten.

## Bevölkerungsentwicklung
| Jahr                       | 1962 | 1968 | 1975 | 1982 | 1990 | 1999 | 2006 | 2018 |
| -------------------------- | ---- | ---- | ---- | ---- | ---- | ---- | ---- | ---- |
| Einwohner                  | 221  | 206  | 232  | 223  | 254  | 212  | 219  | 203  |
| Quellen: Cassini und INSEE |      |      |      |      |      |      |      |      |

## Sehenswürdigkeiten
- Kirche Notre-Dame aus dem 13. Jahrhundert, Umbauten aus dem 17./18. Jahrhundert
- Altes Pfarrhaus aus dem 18. Jahrhundert
- Herrenhaus aus dem 17. Jahrhundert

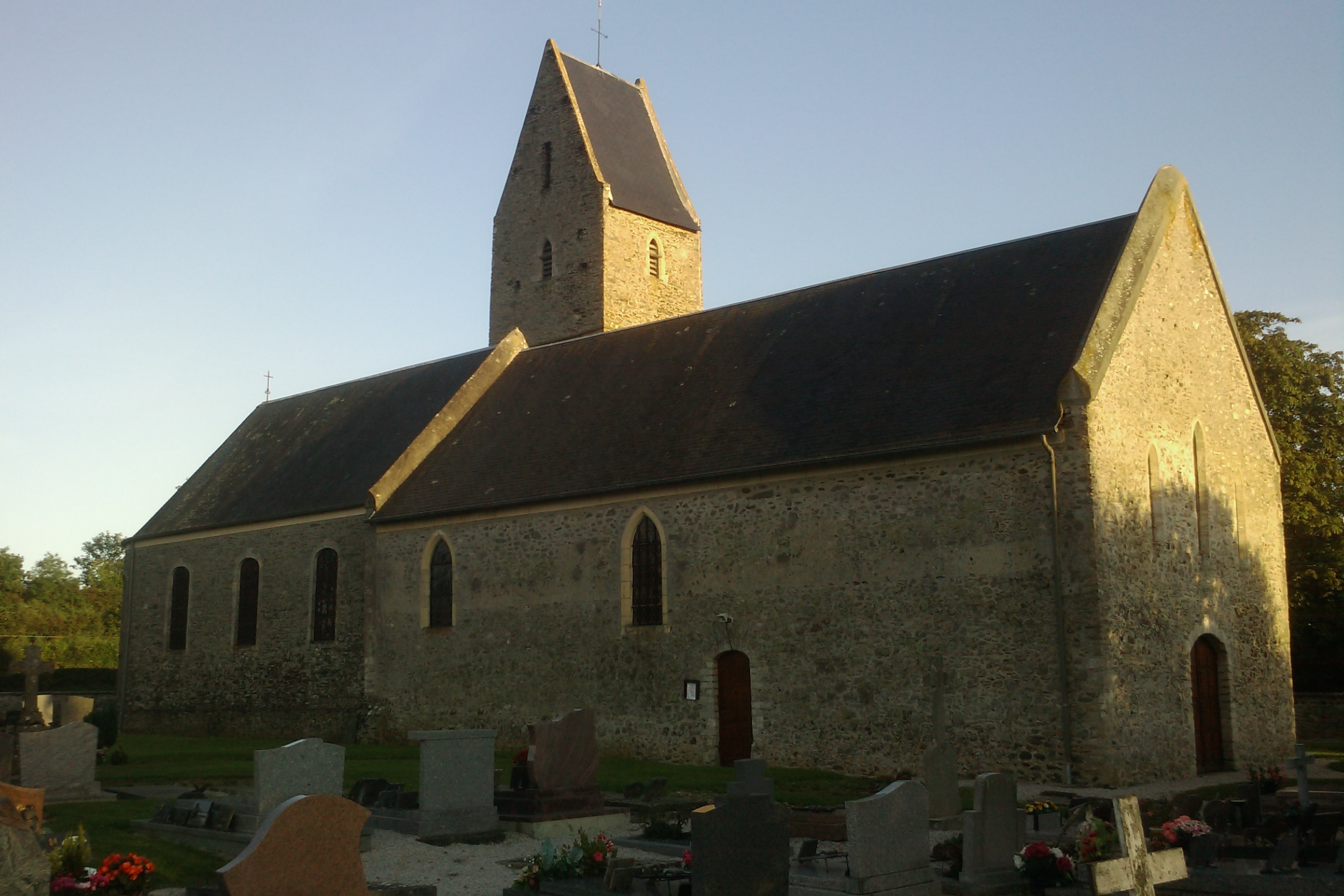
Kirche Notre-Dame